# Metaplatybunus grandissimus
Metaplatybunus grandissimus is een hooiwagen uit de familie echte hooiwagens (Phalangiidae).